# Gılgamış (Kodallı)
Gılgamış és una òpera del compositor turc Nevit Kodallı composta en la dècada del 1960. Explica la vida del rei sumeri Guilgameix. El llibret en turc pertany a Kodallı i l'escriptor Orhan Asena, i es basa en l'Epopeia de Guilgameix. L'obra va fer la seva estrena mundial l'any 1965, a l'Òpera Estatal d'Ankara.